# Араманяк
Араманяк Айказуни (арм. Արամանյակ Հայկազունի) — царь Армении из легендарной династии Хайкидов. Согласно преданию, изложенному в «Истории Армении» средневекового историка Мовсеса Хоренаци, он был сыном первого армянского патриарха Хайка.

## Правление
Согласно средневековым армянским историографам, деятельность Араманяка падает на 2026—1980 гг. до н. э. М. Акопян считает основным политическим событием царствования Араманяка разрушительные аморейские походы, которые порою затрагивали и южные пределы Армянское нагорья.. Вот как отражены все эти события у Мовсеса Хоренаци:

Он оставляет в упомянутом Aрке двоих из своих братьев Хора и Манаваза вместе со всем их людом и скарбом, а также База, сына Манаваза… Что же до Араманяка, то он, забрав с собой все множество народа, движется на северо-восток и спускается в глубокую долину, огражденную высоченными горами и пересекаемую журчащей рекой, текущей с запада. Эта восточная долина как бы запрокинута навзничь, простираясь далеко в сторону (восхода) солнца. У подножия гор бьют во множестве прозрачные ключи, которые сливаются в спокойные реки. Они окаймляют подножия гор и края долины подобно юношам, обхаживающим молодых дев. А южная гора, устремленная к солнцу белоснежной вершиной, круто вздымающейся с земли и постепенно переходящей в пик, окруженная, как выразился один из наших, трехдневной для крепкоподпоясанного ходока дорогой, поистине подобна старцу посреди младших гор. Поселившись в глубине этой долины, Араманеак обстраивает часть её обращенной к северу стороны и примыкающее к ней подножие горы и дает горе похожее на своё имя название Арагац, владениям же Отн-Арагацу…
Сопоставляя сведения Мовсеса Хоренаци с данными, известными по клинописным источникам, становится понятным, что Араманяк переместил центр своего государства с южных пределов Армении на север. Видимо, он это сделал из за угрозы нападении амореев, которые разгромили Ур, не раз нападали на саму Армению, и Араманяк вполне мог опасаться их дальнейшего, более масштабного нападения.
Дальнейшая деятельность Араманяка связано с обустройством своего царства. Араманяку наследовал его сын Арамаис.